# C-26
La Carretera C-26 o Eje Prepirenaico, es una carretera de la Red Básica Primaria de Cataluña que atraviesa Cataluña de oeste a este por debajo del Prepirineo, enlazando las comarcas del Segriá, la Noguera, el Alto Urgel, el Solsonés, el Bergadá, el Ripollés, la Garrocha y el Alto Ampurdán. Con una longitud de 269,1 km, empieza en Alfarrás, en el límite con Aragón, y finaliza en Borrassá, donde enlaza con la N-II. Las principales poblaciones que enlaza son Balaguer, Artesa de Segre, Ponts, Solsona, Berga, Ripoll, Olot, Besalú i Figueras.
Se trata de una carretera convencional de calzada única. En diversos tramos se solapa con otras carreteras: C-13 en Balaguer, C-14 entre Artesa de Segre y Bassella, C-16 en Berga, C-17 en Ripoll y A-26 y N-260 entre Ripoll y Navata.
- Datos: Q11910280